# Bågspännaren

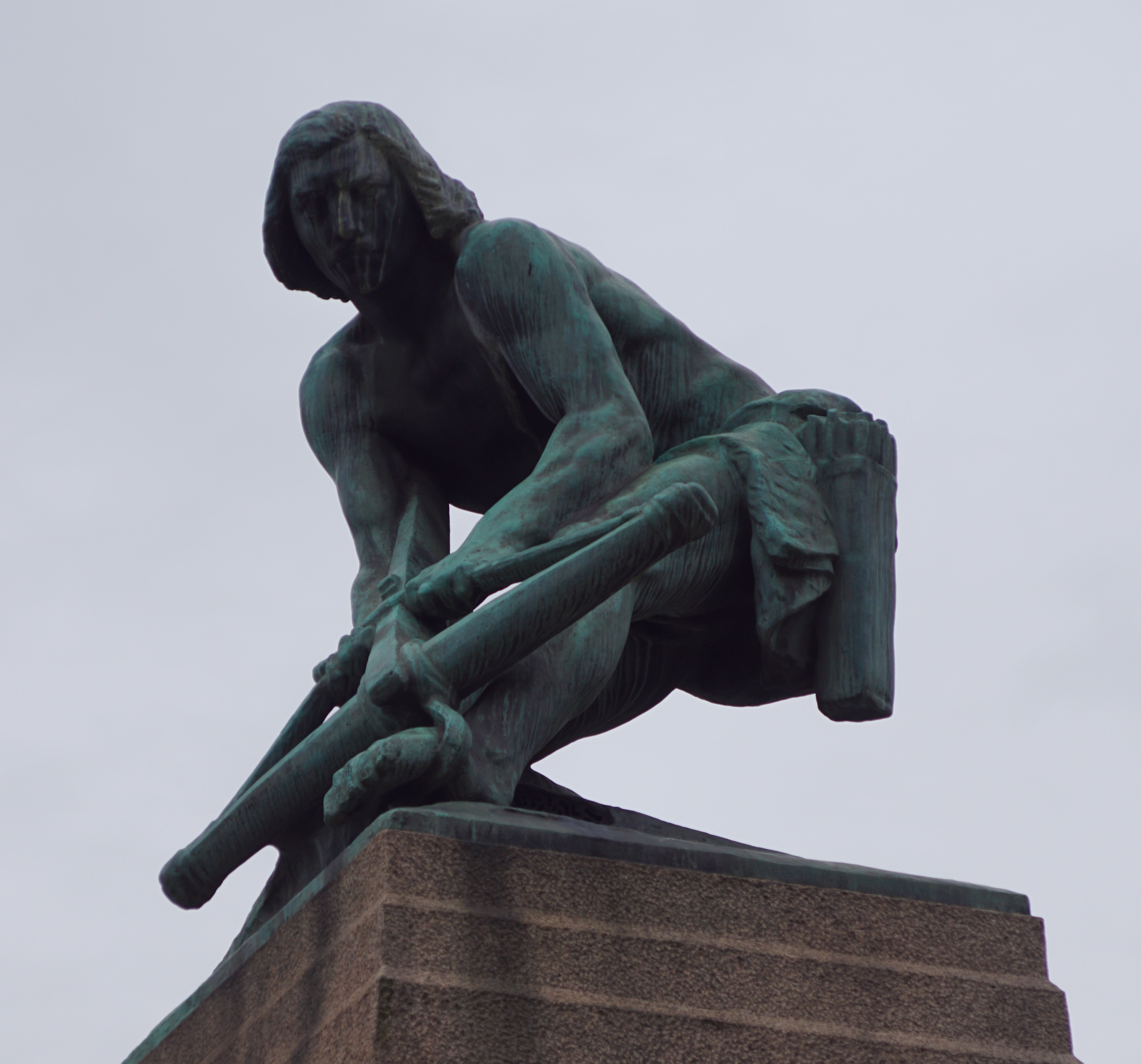
Bågspännaren (1916).

Bågspännaren (Zweeds voor De boogspanner) is een bronzen sculptuur voorstellende een kruisboogschutter als gedenkteken aan de Engelbrekt-opstand in 1434-1436, waarbij Engelbrekt Engelbrektsson een Zweedse opstand leidde tegen de Deense overheersing. 
Het beeld Bågspännaren staat sinds 1916 op het Kornhamnstorg in Gamla Stan, Stockholm (Zweden) en werd gemaakt door Christian Eriksson.

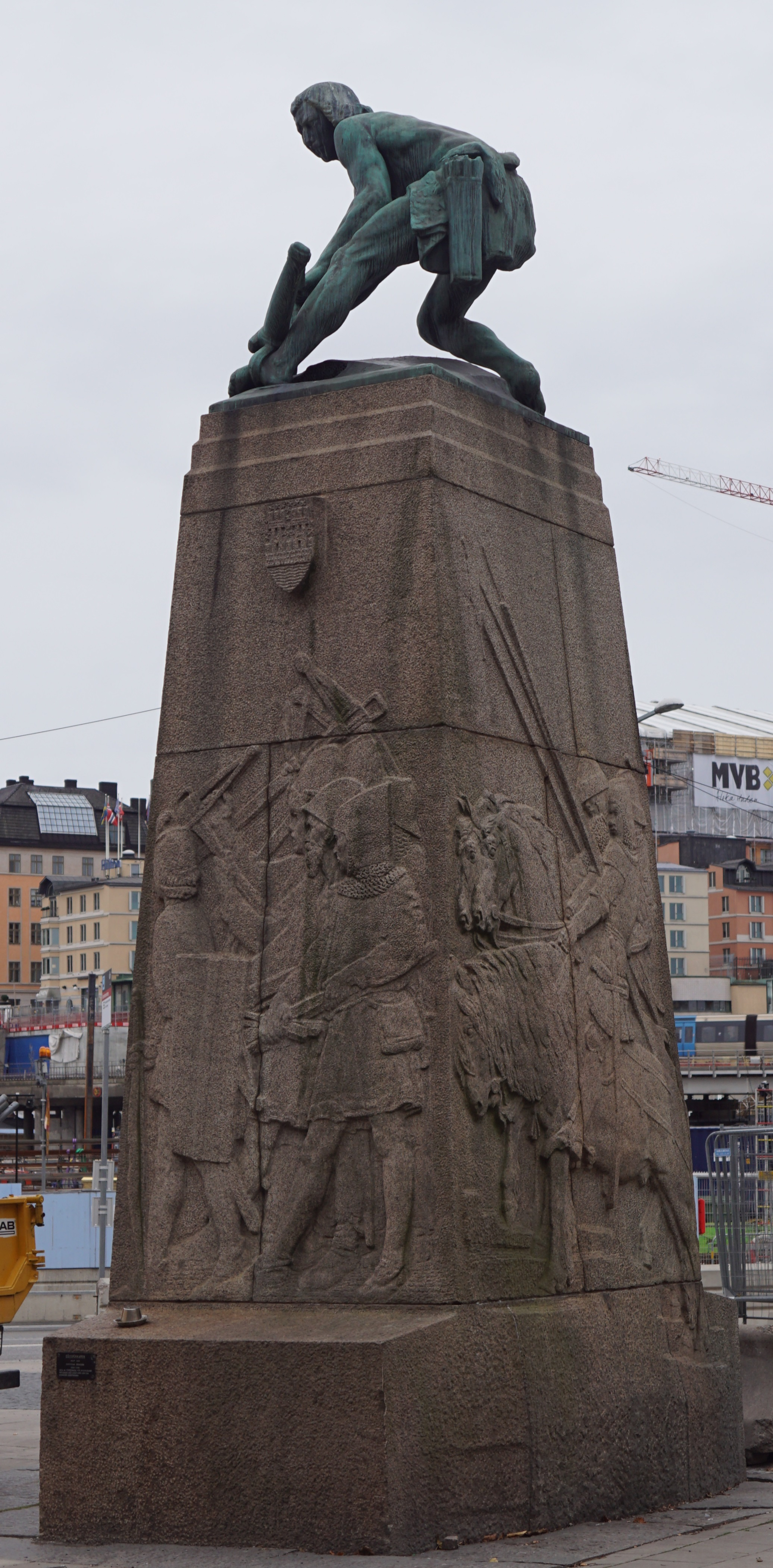
De reliëfs stellen Engelbrekt Engelbrektsson en zijn mannen voor.

## Geschiedenis
Het beeld Bågspännaren werd door de Föreningen för Stockholms prydande med konstverk (Vereniging voor de versiering van Stockholm met kunstwerken) geschonken aan de stad. Dit beeld was het eerste kunstwerk dat de vereniging aan de stad schonk. Oorspronkelijk was het beeld gemaakt voor Falun in een wedstrijd die in 1909 plaatsvond om Engelbrekt te eren. Het beeld werd echter afgewezen omdat het niet de held zelf voorstelde, maar slechts een idee, waarop het beeld werd aangekocht door de genoemde vereniging.
Eriksson gebruikte zijn vriend Gösta Fagerlind, hoofdonderwijzer op de basisschool van Arvika, als model.

## Beschrijving
Het bronzen beeld Bågspännaren toont een jongeman die in gebogen houding bezig is een kruisboog te spannen. Het beeld staat op een sokkel die naar boven toe smaller wordt. Op de sokkel zijn reliëfs aangebracht die Engelbrekt Engelbrektsson en zijn mannen voorstellen.
De schrijver Ivar Lo-Johansson schreef over dit beeld in zijn autobiografische roman Asfalt (1979): 

Hier zie je voor een keer een gewone man in kalfsleer die zijn boog strekt om zijn land te beschermen tegen de vijand, en ook het voetstuk met de reliëfs, het is een volk dat hun land verdedigt. Het laat zien dat de droom van grootsheid ooit van iedereen was. Hoewel het een kruisboogstrijder voorstelt, wijst het vooruit in onze geschiedenis.